# Lois Marie et Barangé
Lire en ligne

Sur Légifrance : Loi Marie

Lire en ligne

Sur Légifrance : Loi Barangé

Les Lois Marie et Barangé, dite aussi Lois Marie-Barangé (en référence au ministre de l'Education nationale André Marie et au député Charles Barangé), sont des lois relatives à l'éducation privée en France qui sont toutes deux adoptées en septembre 1951. 

## Histoire
Ces deux lois adoptées à une semaine d'écart en septembre 1951 (souvent évoquées de manière commune) ouvrent droit à une aide de l'Etat aux élèves de l'enseignement privé. La loi Marie concerne le versement de bourses nationales aux familles modestes, la seconde, une allocation scolaire pour tout élève fréquentant l'enseignement primaire. Cette dernière a été supprimée par la loi de Finances 1991.
La “loi Marie” est proposée par le ministre de l'Education nationale André Marie qui permet de faire bénéficier de bourses d’État les élèves de l’enseignement privé. Ancien président du Conseil, le radical André Marie est élu député en juin 1951 sur une liste apparentée avec celles des Républicains indépendants, du MRP et de la SFIO. Sa campagne très libérale est ouverte en direction des milieux catholiques. La profession de foi indique : « Oui, nous voulons la liberté : celle de l'enseignement, celle du culte, celle de la pensée, celle de la presse, celle du commerce ». D'août 1951 à juin 1954, il reste ministre de l'éducation nationale, dans le deuxième cabinet Pleven, puis dans les cabinets Edgar Faure, Antoine Pinay, René Mayer et Joseph Laniel. Assumant l'évolution des « néo-radicaux », il se dit « partisan de la liberté de l'enseignement » et fait voter son projet de loi de soutien à l'enseignement privé et soutient la proposition loi dite Barangé.
Lors de la campagne électorale pour les élections législatives du 17 juin 1951, Charles Barangé (MRP) s'engage à assurer la liberté effective de l'enseignement. Il accepte de compléter la loi André Marie qui étend les bourses aux établissements privés du second degré en déposant une proposition de loi d'aide à l'enseignement primaire avec Edmond Barrachin (RPF) et l'indépendant de Armand de Baudry d'Asson. Après des débats passionnés, la proposition de loi est adoptée en deuxième lecture par 327 voix contre 251, le 21 septembre 1951. Elle instaure une allocation scolaire trimestrielle par enfant au profit de l'association des parents d'élèves des établissements privés et au conseil général pour les élèves de l'enseignement public.  

## Postérité
La loi Barangé, une des premières lois d'aide à l'enseignement privé, provoque la rupture définitive des socialistes et des républicains populaires, à la grande joie des gaullistes.
La base légale instituant les crédits Barangé, dont le montant avait été cristallisé en 1965 à 13 francs par trimestre, est supprimée par la loi de finances 1991.